# Pratt, Kansas
Pratt là một thành phố thuộc quận Pratt, tiểu bang Kansas, Hoa Kỳ. Năm 2010, dân số của xã này là 6835 người.

## Dân số
Dân số các năm:
- Năm 2000: 6570 người
- Năm 2010: 6835 người